# Kudamatsu
Kudamatsu (japanska: 下松市?, Kudamatsu-shi) är en stad i Yamaguchi prefektur på den sydvästra delen av ön Honshū i Japan. Kudamatsu fick stadsrättigheter 1939.. 